# 嬰兒猝死症
嬰兒猝死症（Sudden infant death syndrome, cot death, crib death，簡稱），是指嬰兒在一歲之前突然無預期死亡的現象，且在死後進行驗屍與詳細現場調查後仍找不出死因的情形下才能判定為此症。通常嬰兒猝死症通常多發生於睡眠期，發生時段多為0時至9時之間，通常並無證據顯示死前有掙扎或發出聲音的情況。
造成嬰兒猝死的確切原因仍不清楚，目前認為可能是嬰兒原本的體質與易感性、一段時間的疾病發展、以及環境壓力源等多重因子共同造成的結果。所謂的環境壓力源，包括了趴睡、側睡、保溫箱溫度過高等環境過度加溫、暴露在吸菸環境中。有時嬰兒與父母親同睡時也有可能會不小心被壓到而導致窒息。另外，早產嬰兒也較易產生嬰兒猝死症。嬰兒突然且非預期死亡（sudden and unexpected infant deaths, SUIDS）的個案中，有80%可歸因於嬰兒猝死症，剩下則包括感染、遺傳性疾病、心臟疾病；至於蓄意使嬰兒窒息的虐待兒童行為而誤以為是嬰兒猝死症的案例則不多，約小於5%。
最有效避免嬰兒猝死症的方式是讓小於一歲的嬰兒以仰姿睡眠，其他的措施包括用質地較硬的床墊，嬰兒睡眠時靠近照顧者，但兩人需有物品隔開、床上沒有鬆動的物品、睡眠環境維持較低的溫度、使用奶嘴、避免暴露在香煙的污染下。母乳餵養及預防接種可能也有幫助，至於嬰兒定位裝置、嬰兒監視器及風扇的幫助不大。當家庭出現嬰兒猝死症時，由於其事發突然，沒有證人，而且常常伴隨著事件的調查，因此家人的情感支持及悲痛處理非常重要。
在已開發國家中，嬰兒猝死症的比例從0.1至1%不等，2011年，美國1歲以前嬰兒的死亡案例中，嬰兒猝死症排名第3名。嬰兒猝死症是1個月至1歲之間的嬰兒最常見的死因，約90%的案例發現在6個月之前，最常見的是在2-4個月之間。男嬰出現嬰兒猝死症的比例比女嬰要高。自1990年起，嬰兒猝死症的比例降到原來的50%以下，不過部份原因可能是被其他的診斷結果替代。

## 定義
嬰兒猝死症是排除诊断的疾病類型，只適用於嬰兒死亡是突然、未預期的情形，而且在適當的死後剖析之後，仍無法解釋死亡的原因，死後剖析包括以下幾種：
1. 驗屍（若是可能的話，由有經驗的兒科病理師進行）
2. 調查死亡現場以及死情況
3. 探索嬰兒的病史以及家族病史

在分析之後，可能會找到一些嬰兒死亡的原因，例如意外窒息、高燒或是失溫、疏於照顧或其他已有定義的死因。
澳洲及紐西蘭為了專業、科學以及驗屍上的準確性，已將名詞改為「嬰兒意外死亡」（sudden unexpected death in infancy，SUDI）。
目前已開始用「嬰兒意外死亡」一詞來取代以往使用的「嬰兒猝死症」，因為一些以往視為是嬰兒猝死症的情形，現在驗屍人員比較會用"不確定" 來說明其分析結果。這個改善也造成死亡率數據的診斷性轉變
此外，美國疾病控制與预防中心也已將此類嬰兒死亡稱為「嬰兒意外死亡」（sudden unexpected infant deaths，SUID），而嬰兒猝死症也包含在其中。

### 年齡
嬰兒猝死症的年齡分佈是有四項參數的對数正態分布，集中在出生後的一小段時間，這段時間也是在非外傷的嬰兒死亡風險最高的時間。
依照定義，嬰兒猝死症發生在嬰兒出生後的一年內，其發生率的高峰出現在出生後的第二至第四個月，這段期間是關鍵期，因為嬰兒從睡夢中清醒的能力還沒有成熟。

## 危險因素
嬰兒猝死症的肇因仍無法確定。儘管透過研究已能指明此症的危險因素，例如讓嬰兒趴睡，但對於發生死亡結果的生理進程或是其潛在原因為何迄今仍幾乎完全未解。但此症發生的頻率則似乎確實受到社會、經濟和文化因素的影響，例如產婦所受的教育、種族或族裔，以及是否身處貧困。據信當嬰兒身體狀況較虛弱、正處於關鍵的發育期，以及暴露在外在危險因素中時，即有可能導致猝死的結果。以下是一些通常認為會導致嬰兒身體狀況較虛弱，或是會誘發外在危險的因素：

### 抽煙
研究發現，在懷孕時持續有吸菸行為的母親，腹中胎兒有較高的機率會罹患嬰兒猝死症，尼古丁及其衍生物的濃度越高，胎兒罹病的機率也越高。而尼古丁與其衍生物，對胚胎的神經發育也有顯著的負面影響。

### 睡眠習慣
讓嬰兒趴睡或側睡會增加此症發生的風險，尤其是當嬰兒只有2至3個月大時。提高或降低室溫、在嬰兒床上放置太多物品、穿著不適當的衣物、床鋪太軟或是床上的填充玩偶都會增加風險。此外也不建議將1歲以下的嬰兒放置於床欄旁有護墊的嬰兒床上，因為比起撞到或四肢卡住，嬰兒的頭卡在護墊間而導致窒息的風險是父母遠遠無法承擔的
與父母或兄弟姐妹共床也會增加此症發生的風險，尤其是在：出生後3個月內、床墊柔軟、多名嬰兒共享嬰兒床，以及同睡的父母有吃藥、喝酒或抽煙時（縱使父母不吸煙或用藥，其他風險依然存在）。因此美國兒科學會建議「同房但不共床」，並主張如此可以降低多達50％的猝死率。此外該學會也建議拒買以「讓同享床鋪變得安全」（例如「同床共眠」）作為銷售口號的商品。

### 親餵母奶
有統計顯示親餵母奶可降低嬰兒猝死的風險，至於當母親與嬰兒共床但親餵母奶，而無其他危險因素存在時，是否會因此增加嬰兒猝死的風險則尚不明確。

### 懷孕及嬰兒本身
據統計，孕婦年齡愈大，嬰兒猝死的風險愈小，因此未成年懷孕產下的嬰兒風險最大。遲誤或不確實的產前檢查也會使風險上升。嬰兒出生體重不足是另一個重要的危險因素，在美國，1995年至1998年間出生時體重介於1000至1499公克嬰兒的猝死率為2.89 /1000，而出生時體重介於3500至3999公克的嬰兒僅有0.51 /1000。此外，早產會使嬰兒猝死的風險大幅提高約4倍，在美國，1995年到1998年間妊娠37至39週後始出生的嬰兒，其猝死率為0.73 / 1000，然而早在妊娠28-31週即出生的早產兒，其猝死率即大幅上升至2.39 /1000。
貧血也與此症有關（但請注意，如以下流行病學段落所述，在嬰兒死亡後驗屍時並無法測出貧血的程度，因為嬰兒的血紅蛋白總數只有在活者時才能測出）。據統計，男嬰猝死的風險要比女嬰高出約50%。

### 遺傳
因為此症較常發生於男嬰上，所以有人認為遺傳應扮演了一定的角色。比較每千名出生時活產的男嬰及女嬰，男嬰猝死的人數始終高出女嬰50%。假定男嬰的出生率高出5%，則當每2名女嬰猝死時，平均就會有3.15名男嬰猝死，男嬰猝死比例為女嬰的0.61。在美國，此61％的比例是將黑人男嬰（57％）、白人男嬰（62.2％）以及其他所有民族（59.4％）加總後平均的結果。 請注意，當父母的種族不同時，他們的嬰兒將被任意歸類至父或母的種族，最常是由母親來決定。針對此症所提出的伴性遺傳（X染色體連鎖顯/隱性遺傳）假說以及男嬰猝死率較高的事實表明，男嬰猝死率高出女嬰50％可能與一個X染色體連鎖顯性基因有關，具有此顯性基因男嬰的猝死比例僅占1/3，因為此基因有助於保護短暫缺氧的大腦。而無此顯性基因而未受保護的男嬰的猝死率則占另2/3。另外無此顯性基因而未受保護的女嬰的猝死率則是4/9。
大約10％至20％的SIDS病例被認為是由於離子通道病變，這是在心臟收縮中起重要作用之離子通道中的遺傳缺陷。

### 酒精
父母飲酒也可能造成嬰兒猝死。一項研究發現，父母在跨年及週末是否會飲酒作樂與嬰兒發生猝死間呈現正相關。另一項研究則發現父母若是酗酒，嬰兒猝死的風險將至少上升2倍。

### 其他
嬰兒猝死症也可能與金黃色葡萄球菌與大腸桿菌有關。疫苗注射并不会诱使婴儿猝死，反而会降低其50%的发生机率
嬰兒猝死症和冷天氣有關，原因可能是因為過度包裹以及體溫太高有關。
一份1998年的報告顯示，在PVC塑膠中作為防火劑的含銻與含磷的化合物或其他床墊材料並非導致嬰兒猝死症的原因。這份報告同樣聲明稱床墊中的銻並不能產生有毒氣體，而睡在不含銻化物的床墊上的嬰兒同樣罹患嬰兒猝死症。

## 診斷

### 鑑別診斷
一些常被漏診的，以及常與嬰兒猝死症混淆，或與其合併出現的疾病包括：
- 中鏈乙醯輔酶A脫氫酶缺乏症（英语：medium-chain acyl-coenzyme A dehydrogenase deficiency）（MCADD）[42]
- 嬰兒肉毒桿菌中毒[43]
- 長QT症候群（佔所有病例的2%以下）[44]
- 幽門螺旋桿菌感染[45]
- 虐待性頭部創傷或其他兒童虐待[46][47]
- 在孩童照顧者睡覺時，孩童因覆蓋或翻身導致窒息[48]

例如，患有中鏈乙醯輔酶A脫氫酶缺乏症（MCADD）的孩童可能死於「典型嬰兒猝死症」，因在其父母吸菸時被襁褓包裹、頭部被包裹、並且身處於一個過熱的房間。儘管先前有基因檢測提示嬰兒易罹患中鏈乙醯輔酶A脫氫酶缺乏症，並且還有長QT症候群的診斷；嬰兒死於典型嬰兒猝死症的可能性仍無法降低。因此，若患兒帶有與相關疾病有關的基因，則會導致病理醫師難以判斷其死因：例如若患兒帶有中鏈乙醯輔酶A脫氫酶缺乏症的相關基因，患兒既可能死於典型嬰兒猝死症也可死於中鏈乙醯輔酶A脫氫酶缺乏症，而目前尚無分辨方法。
一份2010年的研究檢視了北卡羅萊納州554例報告死因為嬰兒猝死症的屍檢，發現其中許多是由於意外窒息導致的。這項研究發現69%的屍檢報告給出了其他可能導致死亡的因素，包括不安全的睡眠方式以及與父母同床。
幾例殺嬰案件被發現曾被誤診為嬰兒猝死症。而實為殺嬰的案例佔嬰兒猝死症診斷的百分比從1%以下至5%不等。

## 預防
在預防嬰兒猝死症上，有不少措施是有效的，包括調整嬰兒睡眠姿勢、餵母乳、不要用太軟的床墊、嬰兒接種疫苗，以及使用奶嘴。目前還無法證實電子監控設備是否可以做為預防式的措施。有關風扇對嬰兒猝死症的影響，目前還沒有足夠的研究，因此也還沒有這方面的建議，有關襁褓和嬰兒猝死症影響的證據也還不明確。2016年的一篇文獻回顧指出，有初步證據指出襁褓會增加嬰兒猝死症的風險，尤其是在睡覺將嬰兒以胃部朝下或側面朝下的姿勢睡眠。

### 睡姿
嬰兒以背朝下的仰睡姿勢可以顯著的減少嬰兒猝死症的風險，這是美國兒科學會建議的嬰兒睡姿，而美國國家兒童健康與人類發展中心（NICHD）的安全睡眠運動也認為仰睡是最理想的方式。在許多國家建議嬰兒仰睡後，嬰兒猝死症發生率已顯著下降。仰睡似乎不會增加窒息的風險，即使是胃食道逆流的嬰兒也是一樣，嬰兒仰睡時會睡的比較淺，但這並無害。嬰兒和父母共用臥室，但睡在不同的床上，也可以減少一半的風險。

### 奶嘴
奶嘴似乎可以減少嬰兒猝死症的風險，詳細的原因不明。美國兒科學會認為用安撫奶嘴來預防嬰兒猝死症是合理的作法。一般認為使用安撫奶嘴會影響哺乳，其實在頭四個月安撫奶嘴不會影響哺乳，這只是常見的誤解。

### 睡眠用具
產品安全專家建議不要讓嬰兒睡覺時使用枕頭、過度柔軟的床墊、睡眠固位墊（sleep positioners）、床圍，也不要在嬰兒床上擺放填充玩具或是膨鬆的被單；而是應該讓嬰兒穿暖和一點然後保持床上淨空。
如果要為嬰兒蓋毛毯或穿上其他衣物，應注意勿蓋住嬰兒的頭。

### 防踢被
生活在較寒冷的地區時，為了幫嬰兒保暖，愈來愈多的父母在嬰兒睡覺時會替他們穿上嬰兒睡袋（或稱防踢被，Sleep sacks）。這是一個用柔性布料所作成的套袋，上面及側面有開洞以便讓嬰兒的頭手穿過，另有拉鍊可拉上使睡袋圍住嬰兒的身體。一篇載於1998年8月付梓的歐洲兒科醫學月刊（EJPE）的研究表明，使用嬰兒睡袋有助於讓在睡眠時維持仰睡，減少翻身變成趴睡的機率，因此有防止窒息的效果；而且也可以避免棉被蓋住頭臉而導致體溫過高和缺氧的情形。該研究作出以下結論：「對於出生時體重過低的嬰兒，應強烈建議父母使用嬰兒睡袋。」。美國兒科醫學會也建議父母可以使用嬰兒睡袋，一方面可為嬰兒保暖，另一方面也不會有東西蓋住嬰兒的頭。

### 疫苗
柏林夏里特醫學院的公共衛生學院曾針對百白破疫苗和嬰兒猝死症的潛在相關性進行大型的研究，結論是：「百白破疫苗普及率的增加和嬰兒猝死症死亡率的下降有關係。近來有關百白破疫苗的宣導不該只針對特定疾病的預防，也要提及可能可以減少嬰兒猝死症的風險」。
許多其他研究也證實疫苗可以減少嬰兒猝死症的風險。有接種疫苗後，嬰兒猝死症的風險減少了一半。

## 處理
受此症影響的家庭應獲得情感支持和悲傷諮詢。失去嬰兒的悲痛經歷和表現受到文化和個人差異的影響。

## 流行病學
全世界2010年因為嬰兒猝死症死亡的嬰兒有2.2萬名，較1990年的3萬名要少，不同族群的死亡率差異很大，像香港是每一千名嬰兒中有0.05名死亡，而美國原住民則是每一千名嬰兒中有6.7名死亡。
美國2005年嬰兒猝死症的死亡率是每一千名嬰兒中有0.54名，其導致死亡的人數遠少於先天性障碍及早產造成的死亡，不過是一歲後嬰兒死亡的主要原因。
美國嬰兒猝死症的死亡人數從1992年的每年4895人降到2004年的2247人不過在同一時期，嬰兒猝死症在死因中列為嬰兒猝死（SID）的比例也從80%降到55%。美國疾病控制與預防中心（CDC）美國嬰兒猝死症計劃的負責人John Kattwinkel指出：「我們當中有不少人擔心嬰兒猝死症其實沒有顯著減少，只是在死因上換了另一個名稱而已。」

## 社會及文化因素
從許多有關嬰兒意外死亡的媒體報導可以看出，嬰兒猝死症常肇因於未讓嬰兒保持正確的睡姿。

### 引用
1. 1 2 3 4  . 2013-06-27  [2015-03-09]. （原始内容存档于2015-02-23）.
2. 1 2 3 4 5 6 7 8 9 10 11 12 13 14  Kinney HC, Thach BT. . N. Engl. J. Med. 2009, 361 (8): 795–805. PMC 3268262 . PMID 19692691. doi:10.1056/NEJMra0803836.
3. 1 2 3 4  . http://www.nichd.nih.gov/. 04/12/2013  [2015-03-09]. （原始内容存档于2015-04-02）.
4. 1 2  .   [2013-03-13]. （原始内容存档于2013-03-18）.
5. 1 2 3 4 5 6 7 8 9 10 11 12 13 14 15 16 17 18  Moon RY, Fu L. . Pediatrics in review / American Academy of Pediatrics. July 2012, 33 (7): 314–20. PMID 22753789. doi:10.1542/pir.33-7-314.
6. 1 2 3  . http://www.nichd.nih.gov/. 2014-08-22  [2015-03-09]. （原始内容存档于2015-02-27）.
7. 1 2 3 4 5 6  . 2013-11-19  [2015-03-09]. （原始内容存档于2015-04-02）.
8. ↑  Optiz, Enid Gilbert-Barness, Diane E. Spicer, Thora S. Steffensen ; forewrd by John M.  Second edition. New York, NY: Springer New York. 2013: 654  [2015-07-20]. ISBN 9781461467113. （原始内容存档于2015-07-21）.
9. ↑  Scheimberg, edited by Marta C. Cohen, Irene. . 2014: 319  [2015-07-20]. ISBN 9781107646070. （原始内容存档于2015-07-21）.
10. ↑  Hoyert DL, Xu JQ.  (PDF). National vital statistics reports. (National Center for Health Statistics). 2012, 61 (6): 8  [2015-07-20]. （原始内容存档 (PDF)于2014-02-02）.
11. ↑  . Centers for Disease Control and Prevention.   [2016-04-16]. （原始内容存档于2016-04-20）.
12. ↑  .   [2019-04-01]. （原始内容存档于2009-12-12）.
13. ↑   (PDF). Centers for Disease Control and Prevention.   [2016-04-16]. （原始内容 (PDF)存档于2016-05-13）.
14. ↑  Pickett, KE, Luo, Y, Lauderdale, DS.  Widening Social Inequalities in Risk for Sudden Infant Death Syndrome. Am J Public Health 2005;94(11):1976–1981. doi:10.2105/AJPH.2004.059063
15. 1 2 3 4  Sullivan FM, Barlow SM. . Paediatric Perinatal Epidemiology. 2001, 15 (2): 144–200. PMID 11383580. doi:10.1046/j.1365-3016.2001.00330.x.
16. ↑  Office of the Surgeon General of the United States Report on Involuntary Exposure to Tobacco Smoke （页面存档备份，存于）(PDF （页面存档备份，存于）)
17. ↑  Bajanowski T.; Brinkmann B.; Mitchell E.; Vennemann M.; Leukel H.; Larsch K.; Beike J.; Gesid G. . International Journal of Legal Medicine. 2008, 122 (1): 23–28. PMID 17285322. doi:10.1007/s00414-007-0155-9.
18. ↑  Lavezzi AM, Corna MF, Matturri L. . Neural Dev. July 2010, 5: 17. PMC 2919533 . PMID 20642831. doi:10.1186/1749-8104-5-17.
19. ↑  Moon RY, Horne RS, Hauck FR. . Lancet. November 2007, 370 (9598): 1578–87  [2019-04-01]. PMID 17980736. doi:10.1016/S0140-6736(07)61662-6. （原始内容存档于2021-08-29）.
20. ↑  Fleming PJ, Levine MR, Azaz Y, Wigfield R, Stewart AJ. . Acta Paediatr Suppl. June 1993, 82 (Suppl 389): 57–9. PMID 8374195. doi:10.1111/j.1651-2227.1993.tb12878.x.
21. ↑  McIntosh CG, Tonkin SL, Gunn AJ. . N. Z. Med. J. 2009, 122 (1307): 69–75. PMID 20148046.
22. ↑  Carpenter, R; McGarvey, C; Mitchell, EA; Tappin, DM; Vennemann, MM; Smuk, M; Carpenter, JR. . BMJ Open. 2013, 3 (5): e002299  [2019-04-10]. PMC 3657670 . PMID 23793691. doi:10.1136/bmjopen-2012-002299. （原始内容存档于2016-04-15）.
23. ↑  Moon RY. . Pediatrics. November 2011, 128 (5): 1030–9. PMID 22007004. doi:10.1542/peds.2011-2284.
24. ↑  Hauck, FR; Thompson, JM; Tanabe, KO; Moon, RY; Vennemann, MM. . Pediatrics. July 2011, 128 (1): 103–10. PMID 21669892. doi:10.1542/peds.2010-3000.
25. ↑  Fleming, PJ; Blair, PS. . BMJ (Clinical Research Ed.). 2015-02-02, 350: h563. PMID 25643704. doi:10.1136/bmj.h563.
26. 1 2 3 4  . Centers for Disease Control and Prevention (CDC). 2010-02-24  [2010-04-17]. （原始内容存档于2010-04-24）.
27. ↑  Hunt CE. . Arch. Dis. Child. Fetal Neonatal Ed. November 2007, 92 (6): F428–9  [2019-04-10]. PMC 2675383 . PMID 17951549. doi:10.1136/adc.2006.112243. （原始内容存档于2020-04-08）.
28. ↑  Poets CF, Samuels MP, Wardrop CA, Picton-Jones E, Southall DP. . Acta Paediatr. April 1992, 81 (4): 319–21. PMID 1606392. doi:10.1111/j.1651-2227.1992.tb12234.x.
29. ↑  Giulian GG, Gilbert EF, Moss RL. . N Engl J Med. April 1987, 316 (18): 1122–6. PMID 2437454. doi:10.1056/NEJM198704303161804.
30. ↑  Mage DT. . J Sudden Infant Death Syndrome Infant Mortal. 1996, 1: 13–31.
31. 1 2  See CDC WONDER online database （页面存档备份，存于） and .   [2006-03-18]. （原始内容存档于2004-06-27）. for data on SIDS by gender in the US and throughout the world.
32. 1 2  Mage DT, Donner EM. . Acta Paediatr. September 2004, 93 (9): 1210–5. PMID 15384886. doi:10.1080/08035250410031305.
33. ↑  Behere, SP; Weindling, SN. . Annals of Pediatric Cardiology. 2014, 8 (3): 210–20. PMC 4608198 . PMID 26556967. doi:10.4103/0974-2069.164695.
34. ↑  Van Nguyen, JM; Abenhaim, HA. . American Journal of Perinatology. October 2013, 30 (9): 703–14. PMID 23292938. doi:10.1055/s-0032-1331035.
35. ↑  Phillips, DP; Brewer, KM; Wadensweiler, P. . Addiction. March 2011, 106 (3): 516–25. PMID 21059188. doi:10.1111/j.1360-0443.2010.03199.x. （原始内容存档于2017-09-06）.
36. ↑  O'Leary, CM; Jacoby, PJ; Bartu, A; D'Antoine, H; Bower, C. . Pediatrics. March 2013, 131 (3): e770–8. PMID 23439895. doi:10.1542/peds.2012-1907.
37. ↑  Weber MA, Klein NJ, Hartley JC, Lock PE, Malone M, Sebire NJ. . Lancet. 2008-05-31, 371 (9627): 1848–53. PMID 18514728. doi:10.1016/S0140-6736(08)60798-9.
38. ↑  Vennemann, MM; Höffgen, M; Bajanowski, T; Hense, HW; Mitchell, EA. . Vaccine. 2007-06-21, 25 (26): 4875–9. PMID 17400342. doi:10.1016/j.vaccine.2007.02.077.
39. ↑  . Centers for Disease Control and Prevention. 2015-08-28  [2016-04-15]. （原始内容存档于2016-04-17）.
40. ↑  . National Institutes of Health (NIH). 2015-09-03  [2018-07-27]. （原始内容存档于2019-04-10） （英语）.
41. ↑  See FSID Press release.
42. ↑  Yang Z, Lantz PE, Ibdah JA. . Pediatr Int. December 2007, 49 (6): 883–7. PMID 18045290. doi:10.1111/j.1442-200X.2007.02478.x.
43. ↑  Nevas M, Lindström M, Virtanen A, Hielm S, Kuusi M, Arnon SS, Vuori E, Korkeala H. . J. Clin. Microbiol. January 2005, 43 (1): 511–3. PMC 540168 . PMID 15635031. doi:10.1128/JCM.43.1.511-513.2005.
44. ↑  Millat G, Kugener B, Chevalier P, Chahine M, Huang H, Malicier D, Rodriguez-Lafrasse C, Rousson R. . Pediatr Cardiol. May 2009, 30 (4): 502–9. PMID 19322600. doi:10.1007/s00246-009-9417-2.
45. ↑  Stray-Pedersen A, Vege A, Rognum TO. . Pediatr. Res. October 2008, 64 (4): 405–10  [2019-04-10]. PMID 18535491. doi:10.1203/PDR.0b013e31818095f7. （原始内容存档于2013-06-01）.
46. ↑  Bajanowski T, Vennemann M, Bohnert M, Rauch E, Brinkmann B, Mitchell EA. . Int. J. Legal Med. July 2005, 119 (4): 213–6. PMID 15830244. doi:10.1007/s00414-005-0538-8.
47. ↑  Du Chesne A, Bajanowski T, Brinkmann B. . Arch Kriminol. 1997, 199 (1–2): 21–6. PMID 9157833 （德语）.
48. ↑  Williams FL, Lang GA, Mage DT. . Scottish Medical Journal. 2001, 46 (2): 43–47. PMID 11394337. doi:10.1177/003693300104600206.
49. ↑  .   [2011-07-20]. （原始内容存档于2011-08-11）.
50. ↑  Glatt, John. . Macmillan. 2000. ISBN 978-0-312-97302-5.
51. ↑  Havill, Adrian. . Macmillan. 2002. ISBN 978-0-312-97517-3.
52. ↑  Hymel KP. . Pediatrics. July 2006, 118 (1): 421–7. PMID 16818592. doi:10.1542/peds.2006-1245.
53. ↑  Pease, AS; Fleming, PJ; Hauck, FR; Moon, RY; Horne, RS; L'Hoir, MP; Ponsonby, AL; Blair, PS. . Pediatrics. June 2016, 137 (6): e20153275. PMID 27244847. doi:10.1542/peds.2015-3275. Limited evidence suggested swaddling risk increased with infant age and was associated with a twofold risk for infants aged >6 months.
54. ↑  Mitchell EA. . Acta Paediatrica. November 2009, 98 (11): 1712–9. PMID 19807704. doi:10.1111/j.1651-2227.2009.01503.x.
55. ↑  Mitchell EA, Hutchison L, Stewart AW. . Arch Dis Child. July 2007, 92 (7): 625–6. PMC 2083749 . PMID 17405855. doi:10.1136/adc.2007.116194.
56. ↑  Jaafar, Sharifah Halimah; Ho, Jacqueline J.; Jahanfar, Shayesteh; Angolkar, Mubashir. . The Cochrane Database of Systematic Reviews. 2016-08-30, (8): CD007202. ISSN 1469-493X. PMID 27572944. doi:10.1002/14651858.CD007202.pub4.
57. ↑  . American SIDS Institute.   [2019-04-10]. （原始内容存档于2008-09-12）.
58. ↑  Syndrome, Task Force on Sudden Infant Death. . Pediatrics. 2016-10-24, 138 (5): e20162938  [2019-04-10]. ISSN 0031-4005. PMID 27940804. doi:10.1542/peds.2016-2938. （原始内容存档于2016-10-25）.
59. ↑  L'Hoir MP, Engelberts AC, van Well GT, McClelland S, Westers P, Dandachli T, Mellenbergh GJ, Wolters WH, Huber J. . Eur. J. Pediatr. 1998, 157 (8): 681–8. PMID 9727856. doi:10.1007/s004310050911.
60. ↑  . American Academy of Pediatrics.   [2008-11-06]. （原始内容存档于2008-12-03）.
61. ↑  Müller-Nordhorn, Jacqueline; Hettler-Chen, Chih-Mei; Keil, Thomas; Muckelbauer, Rebecca. . BMC Pediatrics. 2015-01-28, 15 (1). PMC 4326294 . PMID 25626628. doi:10.1186/s12887-015-0318-7.
62. ↑  Mitchell, E A; Stewart, A W; Clements, M. . Archives of Disease in Childhood. 1995-12-01, 73 (6): 498–501. PMC 1511439 . PMID 8546503. doi:10.1136/adc.73.6.498.
63. ↑  Fleming, P. J. . BMJ. 2001-04-07, 322 (7290): 822. PMC 30557 . PMID 11290634. doi:10.1136/bmj.322.7290.822.
64. ↑  Vennemann, M.M.T.; Höffgen, M.; Bajanowski, T.; Hense, H.-W.; Mitchell, E.A. . Vaccine. 2007, 25 (26): 4875–9. PMID 17400342. doi:10.1016/j.vaccine.2007.02.077.
65. ↑  Hoffman, HJ; Hunter, JC; Damus, K; Pakter, J; Peterson, DR; van Belle, G; Hasselmeyer, EG. . Pediatrics. April 1987, 79 (4): 598–611. PMID 3493477.
66. ↑  Carvajal, A; Caro-Patón, T; Martín de Diego, I; Martín Arias, LH; Alvarez Requejo, A; Lobato, A. . Medicina Clinica. 1996-05-04, 106 (17): 649–52. PMID 8691909.
67. ↑  Adams SM, Good MW, Defranco GM. . Am Fam Physician. 2009, 79 (10): 870–4. PMID 19496386.
68. ↑  Koopmans L, Wilson T, Cacciatore J,  et al. . Cochrane Database of Systematic Reviews. 2013-06-13, 6. PMID 23784865. doi:10.1002/14651858.CD000452.pub3.
69. ↑  Lozano R, Naghavi M, Foreman K, Lim S, Shibuya K, Aboyans V, Abraham J, Adair T, Aggarwal R, Ahn SY,  et al. . Lancet. 2012-12-15, 380 (9859): 2095–128. PMID 23245604. doi:10.1016/S0140-6736(12)61728-0.
70. ↑  Sharma BR. . The American Journal of Forensic Medicine and Pathology. March 2007, 28 (1): 69–72  [2019-04-01]. PMID 17325469. doi:10.1097/01.paf.0000220934.18700.ef. （原始内容存档于2021-08-29）.
71. 1 2 3  Bowman L, Hargrove T. Exposing Sudden Infant Death In America. Scripps Howard News Service. .   [2008-09-30]. （原始内容存档于2009-02-26）.

### 書籍與其他資料
- 張哲宏(2013)(譯)。人類行為與社會環境三版(原作:Craig Winston LeCroy&Jose B. Ashford)。台北，雙葉書廊。
- McKenna JJ, Mosko SS, Richard CA. Bedsharing promotes breastfeeding.Pediatrics. 1997 100(2 Pt 1):214-9.
- Scragg LK, Mitchell EA, Tonkin SL, Evaluation of the cot death prevention programme in South Auckland. N Z Med J. 1993; 106:8-10
- 健康與安全筆記 （页面存档备份，存于）
- 國泰綜合醫院 （页面存档备份，存于）

## 延伸閱讀
- Ottaviani, G. . Berlin Heidelberg, Germany: Springer. 2014. ISBN 978-3-319-08346-9.
- Joan Hodgman; Toke Hoppenbrouwers. . Calabasas, Calif: Monte Nido Press. 2004. ISBN 0-9742663-0-2.
- Lewak N. . Arch Pediatr Adolesc Med: 405.   [2018-08-28]. doi:10.1001/archpedi.158.4.405. （原始内容存档于2008-10-17）.

## 外部連結
- 中的“SIDS”
- . Data and Statistics. Center for Disease Control and Prevention.   [2017-03-26]. （原始内容存档于2018-10-31）.